# デンマーク国立博物館
座標: 北緯55度40分29秒 東経12度34分29秒 / 北緯55.67472度 東経12.57472度

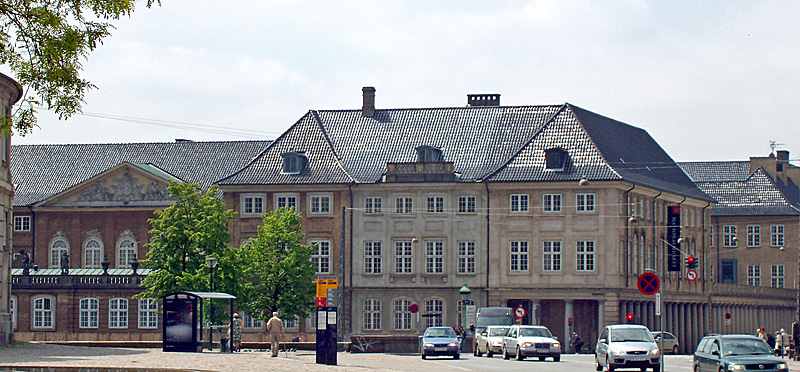
コペンハーゲンのPrinsens Palais。デンマーク国立博物館の本部。

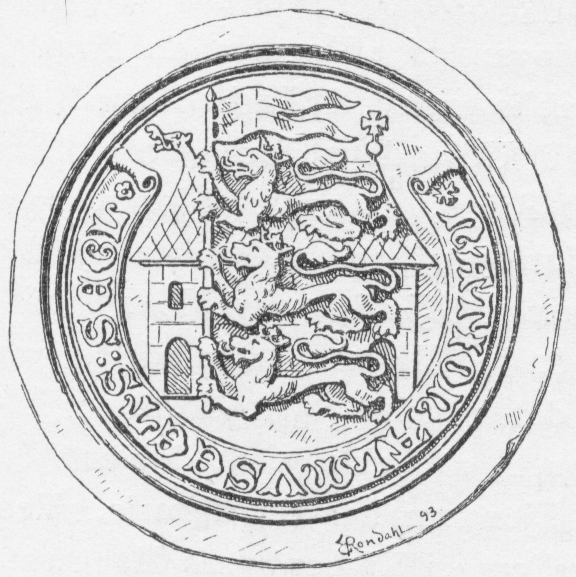
紋章（1893年）

デンマーク国立博物館（デンマークこくりつはくぶつかん、Nationalmuseet, 英語：National Museum of Denmark）はデンマークのコペンハーゲンにあるデンマークの主要な文化史の博物館である。そこではデンマークと外国の文化の歴史を等しく取り扱っている。
デンマーク先史時代の区画は、数年がかりの修繕後、2008年5月に再開された。

## 有名な展示品
- 黄金の角  - 原物が破壊されて以来、複製品だけが展示されている。
- グンデストルップの大釜 - 紀元前1世紀のものとされる銀器。
- エクトヴィズガール - デンマークのEgtvedで発見された、北欧青銅器時代に埋葬された少女の遺体。
- Kingigtorssuaq Runestone - 中世のルーン石碑。
- スノルデレブ・ ストーン(Snoldelev Stone) - ヴァイキング時代のルーン石碑。
- トロンハイムの太陽の馬車(Trundholm Sun Chariot)